# گرودرسبی
گرودرسبی (به آلمانی: Grödersby) یک شهر در آلمان است که در اشلسویگ-فلنسبورگ واقع شده‌است. گرودرسبی  ۲۷۲ نفر جمعیت دارد.